# Adoretus digennaroi
Adoretus digennaroi är en skalbaggsart som beskrevs av Limbourg 2010. Adoretus digennaroi ingår i släktet Adoretus och familjen Rutelidae. Inga underarter finns listade i Catalogue of Life.